# Seznam merseburských biskupů

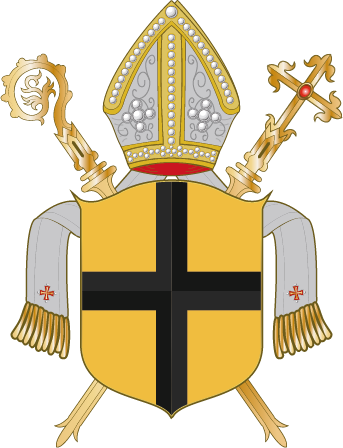
Znak merseburského biskupství

Toto je seznam merseburských biskupů. Biskupství merseburské založil císař Ota I. Veliký roku 967 jako malé biskupství podřízené magdenburskému arcibiskupovi. Císař Jindřich II. učinil merseburské biskupy roku 1004 říšskými církevními knížaty. V polovině 16. století v důsledku protestantské reformace převzali vládu nad územím luteránští administrátoři a roku 1565 bylo biskupství zrušeno a území připojeno k saskému kurfiřtství.

## Merseburští biskupové
- Boso, 967–970
- Giselher, 971–981
- 981–1004 sedisvakance
- Wigbert, 1004–1009
- Dětmar z Merseburku,1009–1019
- Bruno, 1020–1036
- Hunold, 1036–1050
- Alberich, 1050–1053
- Winther, 1053–1053
- Ezzelin I., 1053–1057
- Offo, 1057–1062
- Günther, 1062–1063
- Werner z Wolkenburku, 1063–1093
- Eberhard, 1075–1075
- 1093–1097, sedisvakance
- Albin, 1097–1112
- Gerhard, 1112–1120
- Arnold, 1120–1126
- Megingoz, 1126–1140
- Jindřich I., 1140–1140
- Ezzelin II., 1140–1143
- Reinhard z Querfurtu, 1143–1151
- Jan I., 1151–1170
- Eberhard z Seeburku, 1171–1201
- Ditrich, 1201–1215
- Ekkehard Rabil, 1215–1240
- Rudolf z Webau, 1240–1244
- Jindřich II. z Warenu, 1244–1265
- Albrecht I. z Borna, 1265–1265
- Fridrich I. z Torgavy, 1265–1283
- Jindřich III. z Ammendorfu, 1283–1300
- Jindřich IV., 1300–1319
- Gebhard z Schrapelau, 1320–1340
- Jindřich V. ze Stolberku, 1341–1357
- Fridrich II. z Hoymu, 1357–1382
- Burkhard z Querfurtu, 1382–1384
- Andreas Duba, 1382–1385
- Jindřich VI. ze Stolberku, 1384–1393
- Jindřich VII. Schatzmeister z Orlamünde, 1393–1403
- Otto z Honsteinu, 1403–1406
- Jindřich VIII. ze Stolberku, 1406–1406
- Walter z Köckeritzu, 1407–1411
- Nikolaus Lubich, 1411–1431
- Jan II. z Ammendorfu, 1431–1463
- Jan III. z Werderu, 1464–1466
- Thilo z Trothy, 1466–1514
  - Johann Fischer von Bodenhofen, 1494–1507 (sufragánní biskup)
- Adolf Anhaltsko-Zerbský, 1514–1526 (administrátor diecéze v letech 1507–1514)
- Vincenz ze Šlejnic, 1526–1535
- Zikmund z Lindenau, 1535–1544
- August Saský, 1544–1548 (luteránský administrátor)
- Jiří III. Anhaltsko-Desavský (luteránský koadjutor), 1545–1550
- Michael Sidonius Helding, 1548–1561
- Alexandr Saský, 1561–1565 (luteránský administrátor)